# 私立安定中学
私立安定中学（又称“安定学堂”），是杭州历史上的一所私立中学，创办于1901年，后于1956年由杭州市人民政府接办，改名为杭州市第七中学，简称“杭七中”，为浙江省三级重点中学。

## 沿革

### 斥资兴学
甲午战争满清政府溃败后，举国上下力图复兴，社会各界大力兴学。原籍杭州的上海大实业家胡趾祥（字乃麟）在好友陈叔通、杨文莹、邵伯炯等人建议下，决定创立学校，并责成其二子焕、彬督办。开办费用为8000元银洋，另以6万元银洋的储息作为学堂维持费用。地方官府则奏请清廷，拨用原敷文讲庐旧址为其校址。因胡氏乃出自甘肃安定郡，且其先人胡瑗为北宋名儒，亦称“安定先生”，故定名为“安定学堂”。
学堂筹备初期由陈叔通主持，后聘请浙江求是书院第一届毕业生项兰生任监督。凡规划校名校园、购置设备、制定章则及教师聘请等事宜，一概由项兰生主持。1902年（光绪28年）8月27日，学堂正式招生开学。当时规定三年卒业，咨送京师大学堂预科肄业。其后五年内毕业三十余人，肄业生达二百余人。1906年，学堂改为五年制中学。建校前十年，学成毕业者共116人，肄业者达400余人。
　

### 稳健发展
民国元年（1912年），因辛亥革命及军阀混战，胡趾祥企业亏损严重，被迫撤回办学基金，并宣布停办学堂。当时教员王垚（晋民）等12人倡议组织维持会，坚持办学复课，不使莘莘学子中途辍学。胡趾祥承诺原有校产供学校永久使用，王晋民被推举为学堂监督。1913年，王校长待学校秩序回复稳定后，提出辞职，教员公推陈纯（柏园）接任校长。两年后，胡氏企业恢复生机，复将办学基金拨回，学堂终于渡过一次危机。
陈纯为之江文理学院理学士，兼有文才。他在任二十年，安于职守，敬业乐业，为安定学堂的发展奠定了坚实的基础。陈校长亲自制定“诚、勤、爱”三字校训，勉励学生“诚以律己”（真实无妄），“勤以治事”（自强不息）、“爱以达人”（爱国爱群）。其又确定5月5日为校庆日（盖取当时国庆之半），又亲自撰写校歌。陈校长为稳定教师队伍，确定了年功加薪制度，分十五年以上、二十五年以上及三十年以上三等。他还重视对教师的试用期考核，确保了教师的质量和安定感。这一时期是安定学堂发展较快的阶段，先后培养出茅盾、范文澜、华君武、柯召、冯亦代、吕志伟等学生。当时的教师有国文教师张献之和刘大白、数学教师楼子隽、图画教师张鹿山等。当时安定学堂规模迅速扩大，在校生人数从250人增至600余人，毕业生从每年约60人增至130人。
1920年，美国实用主义思想家约翰·杜威来华访问，并参观了安定中学。1923年，学校维持会改为校董会，陈叔通、钱家治（钱学森之父）等29人为校董，推阮性存为董事长，后由祝绍箕继任。1933年，陈纯校长病逝。校董会推举該校第一届毕业生、北京大学工学士孙信继任校长。孙信校长忠厚诚恳，曾任上海商务印书馆编辑，浙江大学农学院教授兼秘书。上任后萧规曹随，使学校得到进一步发展。他在庆春门外购农田四十余亩，开辟农场，以便学生实习。同时努力添置标本仪器和实验设备，充实图书资料，《四库珍本》、《四部业刊》、《古今图书集成》、《万有文库》等新旧典籍兼收并蓄。当时学校发展到招收春秋季生，各级肄业人数达700余人，省教育厅每年补助金亦增至5千元。

### 三迁校址
1937年卢沟桥事变之后，局势动荡。为防不测，学校在1937年9月首迁诸暨县次坞镇俞氏宗祠开设分校，并在其办校历史上首次招收女生，提倡男女同学。同年12月24日，杭州沦陷，学校再迁象山墙头。因不能在当地维持师生生活，董事长高孟徵决定带领部分教师去浙东山区物色校址，并由沈养厚带领部分教师回次坞办学。
1938年秋季，学校迁至缙云县壶镇，借用吕氏宗祠及萃英小学部分校舍招生开学。由于宗祠规模很大，学生远及金华、丽水甚至福建莆田。1939年春季，沈养厚、江文伟等人筹备设立高中部，借赵氏宗祠办学。1940年秋季增设简师班，为当地培养了不少小学教师。
在这一时期，学校积极组织文艺活动，课余时间，学生组织剧团、民乐队、幻灯放映队，四出宣传抗日，深受山区人民的欢迎。为学生健康成成长，学校还成立童子军，先后组织学生参加五校大露营、五校行军、自行车旅行等活动。同时，学校也努力延聘因躲避战乱而寄居乡间的学者人才，例如北大历史系教授周俊人、河南水利工程学院副教授石天錡、济南大学讲师包仲修、浙大化学系讲师王时才、日本留学生吴晓初与周祖适、春晖中学校长江翼时、海宁中学校长朱潜园、民生中学校长干人俊等；曾破全国跳远记录的王禾也回母校任教体育。1941年春末，日寇曾进犯丽水，师生们夜间行军转移，后又继续复课，先后在壶镇停留了7年之久。
1945年抗战胜利前夕，孙信校长终因心力憔悴，与世长辞。学校共推沈养厚接任校长。8月14日，抗战胜利，沈校长与全体师生积极筹划收回杭州校址，修缮校舍，组织学生分批返杭就读，直至1946年10月，学校师生才全部回到杭州。此后仍在壶镇留部分校产及教师，成立了壶镇中学。
　

### 转为公立
复员完毕后，学校迅速得以恢复，并参加了众多学生抗议运动，例如反饥饿大游行、抗议美军强奸北大女学生大游行、反对金圆券大游行、抗议于子三被杀害大游行等。
1949年5月，解放军进入杭州。6月中旬，杭州市军管会来校，宣布由学生代表和教师代表组织校委会，主持校务。1950年，朱蕙芗接任校长。1952年，朱蕙芗离任赴京，孙晓泉担任校长。1954年萧学均担任校长。这一时期，学校规模进一步扩大。已有高中10个班，初中18个班。在校学生达1500余人，成为当时杭州规模最大的一所私立完全中学。
1956年2月，私立安定中学由杭州市人民政府接办，改为公立，同时改名为杭州市第七中学。

## 校址
学校地址在杭州市葵巷（今解放路50号杭州第七中学分校校区内），其为原敷文讲庐旧址。此外，抗日战争期间，该校先后在诸暨次坞、象山樯头和缙云壶镇吕氏宗祠等地招生办学。1945年，日本投降后，学校逐步迁回杭州葵巷原址复课。

## 知名校友
- 林尹民：辛亥革命黄花岗七十二烈士之一
- 茅盾：文学家
- 范文澜：历史学家
- 华君武：漫画家
- 潘洁兹：画家
- 柯召：数学家
- 何之泰：水利学家
- 王禾：体育运动家
- 吕志伟：中国人民解放军第一野战军团政委
- 钱学森：物理学家，为校董钱均夫之长子
- 冯亦代：文学家
- 尉健行：前中共中央政治局常委